# Metsovone
Metsovone (Μετσοβόνε en griego) es un queso griego con denominación de origen protegida en Europa desde 1996. El metsovone se produce en la provincia de Metsovo, de la prefectura de Ioannina (Epiro).
Se elabora de manera tradicional, con leche de oveja, vaca o cabra, o mezcla de ellas. Después de madurar durante, al menos, tres meses, se ahúma durante 1-2 días al humo de vegetales de la zona, y luego se cubre de parafina. Tiene un 38% máximo de humedad y un 40% mínimo de materia grasa. Se encuentra normalmente en piezas de forma cilíndrica de 10 centímetros de diámetro y otros 10 de alto. La textura va de semidura a dura, siendo un queso del tipo pasta hilada, parecido al provolone italiano. Su color recuerda al de la paja. Su sabor es salado y un poco a pimienta. Se usa como queso de mesa.